# Warstwa przejściowa

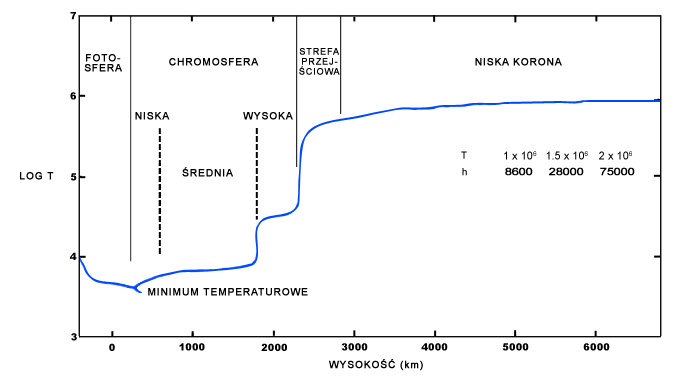
Zależność temperatury od wysokości w atmosferze słonecznej.

Warstwa przejściowa – cienki obszar  w atmosferze Słońca, rozgraniczający chromosferę od korony. Grubość warstwy przejściowej nie przekracza kilku kilometrów i w tym wąskim obszarze następuje silna zmiana warunków fizycznych. Temperatura materii zmienia się w bardzo szerokim zakresie, od około 30000 K w górnej chromosferze do około miliona kelwinów w koronie. Charakterystyczna temperatura plazmy w warstwie przejściowej to kilkaset tysięcy kelwinów.
Warstwa przejściowa jest dobrze obserwowana w promieniowaniu ultrafioletowym, szczególnie w podstawowej linii wodoru Lyman α. Charakterystyczne dla tej warstwy są linie kilkukrotnie zjonizowanych atomów węgla, tlenu, azotu, krzemu. W warstwie przejściowej dokonuje się pełna jonizacja wodoru i helu, które są głównymi składnikami materii słonecznej. Występuje tam także bardzo silne pole magnetyczne, wywierające znaczny wpływ na materię i gaz uwalniany z powierzchni Słońca.
Warstwa przejściowa jest tak cienka, gdyż materia w jej obszarze znajduje się w stanie równowagi chwiejnej. Drobne zaburzenia powodują, że materia ta przechodzi łatwo do stanu chromosferycznego lub do stanu koronalnego.

## Obserwacje warstwy przejściowej
Absorpcja promieniowania ultrafioletowego przez ozonosferę nie pozwala na prowadzenie obserwacji warstwy przejściowej z wykorzystaniem teleskopów naziemnych, dlatego instrumenty umożliwiające obserwacje warstwy przejściowej umieszcza się powyżej ozonosfery. Warstwę przejściową obserwuje się głównie z wykorzystaniem instrumentów satelitarnych (SDO/AIA, IRIS), a także używając instrumentów wyniesionych powyżej ozonosfery przez balony stratosferyczne (SUNRISE, SUNRISE2) lub rakiety sondażowe (planowana misja Hi-C2).